# حمض الغار
حمض الغار (أو حمض اللوريك أو حسب التسمية النظامية حمض الدوديكانويك) هو حمض كربوكسيلي له الصيغة الكيميائية C12H24O2، والتي يمكن كتابتها على الشكل CH3(CH2)10COOH. ويكون على شكل مسحوق أبيض اللون. ينتمي حمض الغار إلى الأحماض الدهنية المشبعة، وتسمى أملاح واسترات هذا الحمض لوريات.

## الوفرة الطبيعية

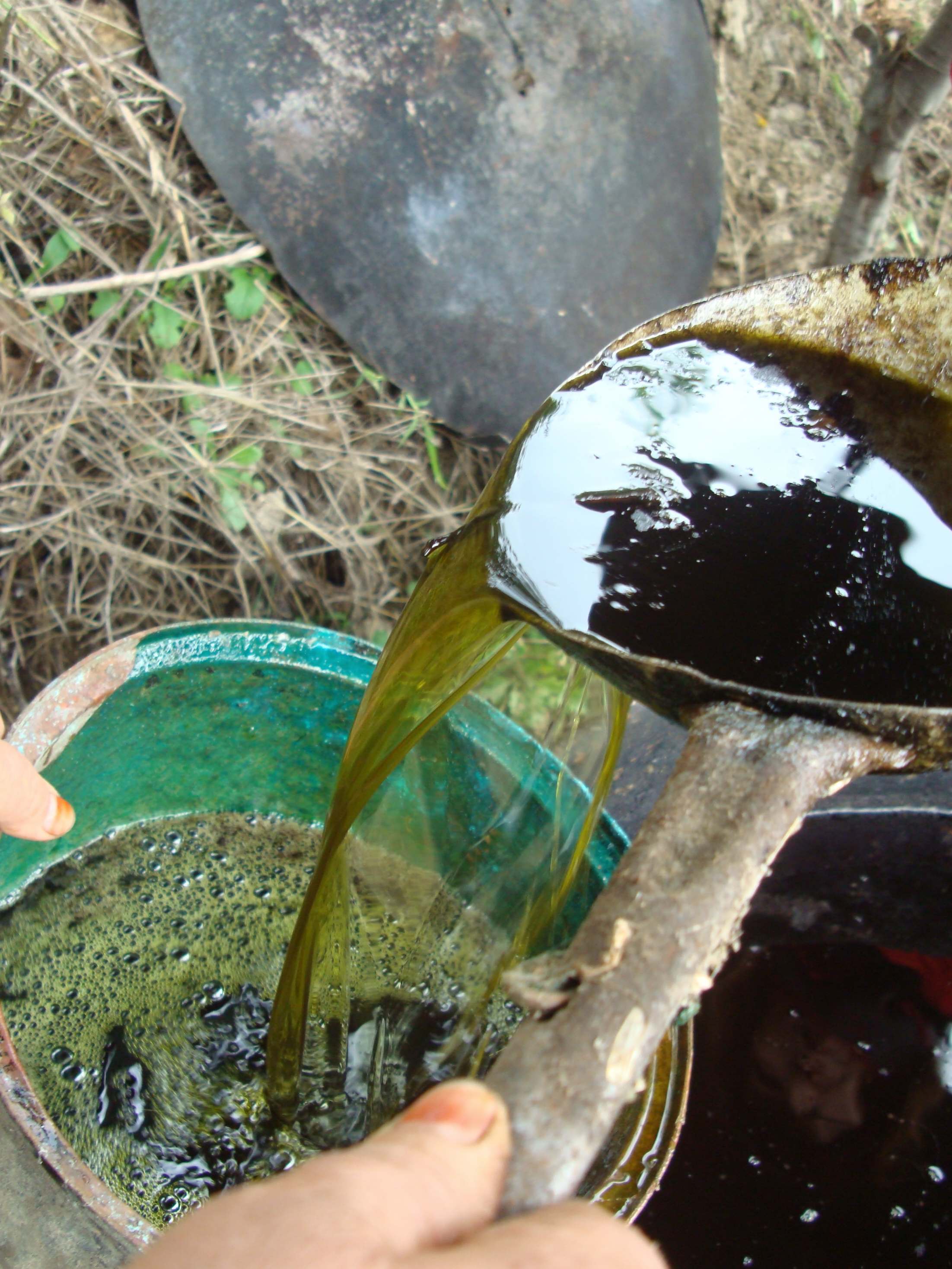
يحوي زيت الغار على حمض الغار ضمن مكوناته.

يوجد حمض الغار طبيعياً على شكل ثلاثي غليسيريد في زيت الغار Laurus nobilis، ومن هنا أتى الاسم الدارج حمض اللوريك. كما يوجد على ذلك الشكل أيضاً في حليب جوز الهند وزيت جوز الهند وفي زيت بذر النخيل.
كما يوجد أيضاً كمكون من مكونات حليب الثدي (6.2% من الدهن الإجمالي) وحليب الأبقار (2.9%) وحليب الماعز (3.1%). كما يوجد في زيوت بذور والزيوت العطرية لعدد جيد من النباتات.

## الخواص
يوجد المركب في الشروط القياسية على شكل مسحوق أبيض، غير منحل عملياً في الماء، لكنه ذوّاب في المذيبات العضوية من الكحولات والإيثرات.

## الاستخدامات
يستخدم حمض الغار بشكل رئيسي في صناعة الصابون، وكذلك في صناعة مستحضرات التجميل.